# Associazione Calcio Udinese 1939-1940
Questa pagina raccoglie i dati riguardanti l'Associazione Calcio Udinese nelle competizioni ufficiali della stagione 1939-1940.

## Stagione
Nella stagione 1939-1940 l'Udinese disputa il campionato di Serie B, con 33 punti ottiene il decimo posto. Sono promosse in Serie A l'Atalanta con 47 punti ed il Livorno con 46 punti. Retrocedono in Serie C la Molinella con 26 punti, il Vigevano con 23 punti, la Sanremese con 21 punti ed il Catania con 19 punti. 
L'Udinese ritorna in Serie B dopo otto anni, la squadra bianconera viene affidata ad un allenatore esperto l'ungherese Eugen Payer che l'aveva già guidata in Serie B nel 1930-31. Torna a Udine dal Torino il centravanti Walter D'Odorico, mentre da Genova, dal Liguria arriva Aldo Spivach che con Paolo Tabanelli formano un attacco molto forte, realizzeranno 41 reti in tre. La squadra non ottiene i risultati sperati ed in luogo dell'allenatore ungherese viene chiamato Luigi Miconi che chiude il torneo con un discreto decimo posto, ben lontana dalle zone pericolose. Grande protagonista stagionale con 25 reti Walter D'Odorico si è piazzato al terzo posto nella classifica dei marcatori di Serie B, dietro a Vinicio Viani del Livorno autore di 35 reti in 31 partite e Gino Cappello del Padova secondo con 29 reti.

## Rosa
| N. |                   | Ruolo | Calciatore           |
| -- | ----------------- | ----- | -------------------- |
|    | Italia (bandiera) | C     | Giuseppe Baldassi    |
|    | Italia (bandiera) | C     | Marco Barbot         |
|    | Italia (bandiera) | A     | Antonio Bertoli      |
|    | Italia (bandiera) | P     | Gino Cantoni         |
|    | Italia (bandiera) | D     | Fulvio Ciroi         |
|    | Italia (bandiera) | D     | Giovanni Clocchiatti |
|    | Italia (bandiera) | D     | Adone De Berandin    |
|    | Italia (bandiera) | D     | Alvise De Jesu       |
|    | Italia (bandiera) | A     | Pietro Degano        |
|    | Italia (bandiera) | A     | Aleardo Del Cet      |
|    | Italia (bandiera) | C     | Athos Dianti         |
|    | Italia (bandiera) | A     | Walter D'Odorico     |
|    | Italia (bandiera) | A     | Vittorio Duchelle    |

| N. |                   | Ruolo | Calciatore        |
| -- | ----------------- | ----- | ----------------- |
|    | Italia (bandiera) | C     | Guerino Faini     |
|    | Italia (bandiera) | D     | Severino Feruglio |
|    | Italia (bandiera) | C     | Attilio Gallo     |
|    | Italia (bandiera) | P     | Ramiro Gremese    |
|    | Italia (bandiera) | A     | Gottardo Menini   |
|    | Italia (bandiera) | A     | Guerrino Marini   |
|    | Italia (bandiera) | C     | Guerrino Pozzo    |
|    | Italia (bandiera) | D     | Oscar Pressacco   |
|    | Italia (bandiera) | A     | Vito Servello     |
|    | Italia (bandiera) | C     | Aldo Spivach      |
|    | Italia (bandiera) | D     | Adone Stellin     |
|    | Italia (bandiera) | C     | Paolo Tabanelli   |
|    | Italia (bandiera) | D     | Luigi Zorzi       |

## Risultati

### Serie B

#### Girone di andata
| Arbitro: | Bertolio (Torino) |

|  |           |                     |
|  | Marcatori | 5’ Faini 86’ Degano |

| Arbitro: | Macchi (Milano) |

|                                     |           |             |
| Tabanelli 49’ Menini 51’ Degano 62’ | Marcatori | 71’ Spadoni |

| Arbitro: | Carminati (Milano) |

|          |           |               |
| Rosso 5’ | Marcatori | 80’ Tabanelli |

| Arbitro: | Ghetti (Modena) |

|                                   |           |            |
| D'Odorico 11’, 19’, 65’ Faini 45’ | Marcatori | 25’ Romano |

| Arbitro: | Dellarole (Roma) |

|                                                 |           |  |
| Degli Esposti 7’, 14’, 27’ G. Cappello 18’, 88’ | Marcatori |  |

| Arbitro: | Pirovano (Monza) |

|                                                            |           |                               |
| D'Odorico 21’, 49’ Zorzi 29’, 64’ Tabanelli 34’ Barbot 46’ | Marcatori | 7’, 68’ Di Prisco 66’ Andreis |

| Arbitro: | Viarengo (Asti) |

|                   |           |  |
| Colaneri 58’, 83’ | Marcatori |  |

| Arbitro: | Gorini (Milano) |

|                                                                       |           |  |
| Ziroli 20’ (aut.) Tabanelli 25’, 90’ Spivach 58’ D'Odorico 65’ (rig.) | Marcatori |  |

| Arbitro: | Carpani (Milano) |

|                                        |           |             |
| D'Odorico 15’ Degano 28’ Tabanelli 81’ | Marcatori | 3’ Nicolosi |

| Arbitro: | Dellarole (Roma) |

|                                  |           |  |
| L. Torti 58’ Zuccotti 85’ (rig.) | Marcatori |  |

| Arbitro: | Mazza (Torre del Greco) |

|  |           |          |
|  | Marcatori | 35’ Dusi |

| Arbitro: | Gamba (Napoli) |

|                               |           |                                            |
| Ciferri 59’, 86’ Scategni 68’ | Marcatori | 31’ (rig.), 44’, 82’ D'Odorico 41’ Spivach |

| Arbitro: | Curradi (Firenze) |

|                           |           |  |
| D'Odorico 25’ Bertoli 89’ | Marcatori |  |

| Arbitro: | Gnocchini (Como) |

|                                                                        |           |                 |
| Spivach 44’, 59’ Tabanelli 53’, 66’, 73’ Menini 82’ D'Odorico 87’, 88’ | Marcatori | 31’ Castigliano |

| Arbitro: | Bertolio (Torino) |

|                                                          |           |  |
| Colli 30’ Di Benedetti 48’, 53’ Coppa 66’, 75’ Capra 85’ | Marcatori |  |

| Arbitro: | Mantovani (Mirabello) |

|                    |           |                         |
| Zanello 22’ (aut.) | Marcatori | 65’ Porcelli 72’ Coccia |

| Arbitro: | Candela (Genova) |

|             |           |               |
| Gaddoni 44’ | Marcatori | 47’ D'Odorico |

#### Girone di ritorno
| Arbitro: | Pirovano (Monza) |

|                           |           |  |
| Spivach 14’ D'Odorico 47’ | Marcatori |  |

| Arbitro: | Dellarole (Roma) |

|                     |           |  |
| Busoni 47’ Lupi 55’ | Marcatori |  |

| Arbitro: | Saracini (Ancona) |

|                          |           |                                        |
| D'Odorico 71’ Degano 86’ | Marcatori | 27’ Rosso 36’, 62’ Cerutti 50’ Ghidini |

| Arbitro: | Viarengo (Asti) |

|                              |           |               |
| Solbiati 4’ Dapas 19’ (rig.) | Marcatori | 39’ D'Odorico |

| Arbitro: | Rosso (Torino) |

|                            |           |                                |
| Servello 10’ D'Odorico 55’ | Marcatori | 44’ Giaretta 82’ Degli Esposti |

| Verona 17 marzo 1940 23ª giornata | Verona             | 0 – 0 | Udinese | Stadio Marcantonio Bentegodi\| Arbitro: \| Carminati (Milano) \| |
| Arbitro:                          | Carminati (Milano) |       |         |                                                                  |

| Arbitro: | Goracci (Firenze) |

|                          |           |              |
| D'Odorico 30’ Degano 38’ | Marcatori | 42’ Colaneri |

| Arbitro: | Di Nanni (Napoli) |

|            |           |  |
| Celant 69’ | Marcatori |  |

| Catania 7 aprile 1940 26ª giornata | Catania                     | 0 – 0 | Udinese | Stadio Cibali\| Arbitro: \| Ciamberlini (Sampierdarena) \| |
| Arbitro:                           | Ciamberlini (Sampierdarena) |       |         |                                                            |

| Arbitro: | Limido (Milano) |

|                   |           |              |
| D'Odorico 5’, 26’ | Marcatori | 27’ L. Torti |

| Arbitro: | Gnocchini (Como) |

|                           |           |                    |
| Gei 7’, 25’, 66’ Dusi 31’ | Marcatori | 50’, 63’ D'Odorico |

| Arbitro: | Zelocchi (Modena) |

|  |           |                 |
|  | Marcatori | 54’ De Martinis |

| Arbitro: | Cardinali (Milano) |

|              |           |  |
| Ghiglione 1’ | Marcatori |  |

| Arbitro: | Limido (Milano) |

|              |           |  |
| Vannucci 85’ | Marcatori |  |

| Arbitro: | Pirovano (Monza) |

|                          |           |  |
| D'Odorico 18’ Degano 72’ | Marcatori |  |

| Arbitro: | Bogetti (Torino) |

|                                                      |           |                          |
| Coccia 10’, 68’, 73’ Maggi 31’ Ussello 67’ Serra 84’ | Marcatori | 23’ Tabanelli 59’ Degano |

| Arbitro: | Carli (Padova) |

|                                              |           |             |
| Terni 41’ (aut.) Tabanelli 52’ D'Odorico 82’ | Marcatori | 16’ Gaddoni |